# Províncias do Cabo

Áreas WGSRPD da África do Sul; CPP = Cape Provinces

Províncias do Cabo (em inglês Cape Provinces) é a designação dada a uma região biogeográfica da África Austral, presentemente parte da África do Sul, usada como descritor no esquema geográfico mundial de registo da distribuição de espécies vegetais (conhecido por World Geographical Scheme for Recording Plant Distributions ou WGSRPD).

## Descrição
A região biogeográfica designada por «Províncias do Cabo» integra a região WGSRPD n.º 37 da África Austral, sendo nela designada pelo código «CPP». A região inclui as actuais províncias sul-africanas de Cabo Oriental (Eastern Cape), Cabo Setentrional (Northern Cape) e Cabo Ocidental (Western Cape), as quais em conjunto constituíam a maior parte da antiga Província do Cabo (Cape Province).
A área inclui a Região Florística do Cabo, o mais pequeno dos seis reinos florísticos do mundo, uma área de biodiversidade extraordinária e de enorme riqueza em endemismos, onde ocorrem mais de 9 000 espécies de plantas vascular, das quais 69% são endémicas.
| 37 Sul da África - CPP Províncias do Cabo - CPP-EC Província do Cabo Oriental - CPP-NC Província do Cabo Setentrional - CPP-WC Província do Cabo Ocidental |